# Andrea Riccardi
Andrea Riccardi (Roma, 16 de janeiro de 1950) é um historiador e acadêmico italiano.
Graduado em História Contemporânea pela Universidade de Estudos de Roma III, é notável estudioso da Igreja na Idade Moderna e Contemporânea, bem como fundador da Comunidade de Santo Egídio.
Muitos dos seus estudos, publicados em diversos idiomas, versam sobre o mundo religioso e coabitação religiosa na área mediterrânea, particularmente do período compreendido pelos séculos XIX e XX.
De 16 de novembro de 2011 a 27 de Abril de 2013 foi  ministro para a Cooperação Internacional e Integração do governo italiano presidido por Mario Monti.

## Vida
Em 7 de fevereiro de 1968, ainda estudante e durante o período de efervescência promovido pelo Concílio Vaticano II, Andrea Riccardi reuniu um grupo de colegas do Liceu em um santuário dedicado a Filipe Néri. O resultado do encontro culminou na criação da Comunidade de Santo Egídio.

## Prêmios
Em 2001 recebeu o Prémio Internacional Catalunha e em 2009 recebeu o prestigiado prêmio Carlos Magno.